# スプラウト (漫画)
『スプラウト』（sprout）は、南波あつこによる日本の漫画作品。『別冊フレンド』（講談社）にて、2005年10月号から2008年2月号まで連載された。単行本は全7巻。

## あらすじ
高校1年生の池之内実紅は、芙美子ら仲良しの女友達や年上の彼氏・片岡先輩に囲まれて充実した高校生活を送っており、思いわずらうことは何もなかった。しかし突然父親が脱サラして下宿を始めると言い出し、生活は一変。やがて下宿人の1人である楢橋草平が次第に気になり始める。しかし楢橋には、学校一の美少女、小澤みゆき（通称：みゆ・オザミユ・ウザミユ など）という彼女がおり、実紅は次第にみゆきに嫉妬心を抱き始める。一度は草平に思いを告げた実紅だったが反応は無く、その好意は伝わらなかった。だが少しずつ2人の距離は縮まって行った。しかしそのことをみゆきが感じ取り、怒り始めたことに気がついた草平はみゆきを抱き寄せた。まだ実紅の気持ちは届いていなかったのだった。

## 登場人物
楢橋 草平（ならはし そうへい）
主人公で高校1年生。下宿人の1人。みゆきと付き合っていたが、みゆきから別れを告げられ別れる。
実紅と関わるうちに彼女への想いを自覚し、最終的には結ばれる。
池之内 実紅（いけのうち みく）
高校1年生。父の提案により、家で下宿を始めることになる。バイト先のレストランで誠一郎と出会い、付き合い始める。しかし草平に対する自分の気持ちに気付き、後に別れる。
小澤 みゆき（おざわ みゆき）
高校1年生。学校一の美少女。かなりの天然ボケでよく物を壊す。また、非常に男子に人気があり、カップルの仲を壊すこともあることから「天然デストロイヤー」という異名を持つ。同性から疎ましがられており、陰では「ウザミユ」とも呼ばれる。
草平と付き合っていたが、のちに彼を振ってしまった。
谷山 清佳（たにやま きよか）
芍薬女学院大学2年生。下宿人の1人。巨乳美人だが、化粧をとると別人。父親が市議会議員。父娘関係は微妙。
滝川 直治（たきがわ なおはる）
樅ヶ岡大学大学院2年生。下宿人の1人。オタク。歳の離れた双子の弟がいる。オタクという事は隠している。
片岡 誠一郎（かたおかせいいちろう）
高校3年生。実紅の元カレ。実紅と同じレストランでバイトをしていたが、受験のため夏休みに辞めることに。実紅とはレストランで出会い、自分から告白をした。交際は順調に見えたが、実紅の方からフラれてしまった。清佳と何度か会っている。

## 書誌情報
- 南波あつこ 『スプラウト』 講談社〈別冊フレンドKC〉、全7巻

1. 2006年1月12日発売[1]、ISBN 978-4-06-341461-5
2. 2006年6月13日発売[3]、ISBN 978-4-06-341474-5
3. 2006年11月13日発売[4]、ISBN 978-4-06-341494-3
4. 2007年3月13日発売[5]、ISBN 978-4-06-341515-5
5. 2007年7月13日発売[6]、ISBN 978-4-06-341533-9
6. 2007年12月13日発売[7]、ISBN 978-4-06-341553-7
7. 2008年5月13日発売[2]、ISBN 978-4-06-341575-9

## テレビドラマ
2012年7月8日（7日深夜）から9月30日（29日深夜）まで、日本テレビで毎週日曜 0時50分 - 1時20分（JST）に放送された。主演はテレビドラマ単独初主演となる知念侑李（Hey! Say! JUMP）。
ジャニーズJr.の田中樹とジェシー（当時はルイス・ジェシー）は前クール作品『私立バカレア高校』に引き続き、今作でも共演している。
実紅、草平の揺らいだ心の言葉が活字として劇中に差し込まれる。

### あらすじ
高校1年生の池之内実紅は、突然父が早期退職者優遇制度を利用して早々に会社を辞め下宿を始めると言い出したことで、その生活は一変する。3人の下宿人を受け入れ、急に他人と暮らすことになった実紅は状況が飲み込めず困惑する日々。下宿人の1人である同じ年の楢橋草平が、あの時の運命の人では？と次第に気になり始める。しかしその草平には、学校一の美少女である小澤みゆきという彼女がいた。次第に実紅はみゆきに嫉妬心を抱き始めるが、みゆきからは友達を懇願され複雑な心境の毎日を過ごすこととなる。そんな草平を諦めないとならないと思ったときに、先輩でプレイボーイの印象がある片桐隼人に告白され、崩れそうな自分を支えてくれた隼人の優しさに触れ、付き合うことに。そんなある日、隼人に手を握られた瞬間に運命の人の手を思い出し、この手じゃないと振り払ってしまう。悩んで何時までも帰宅しない実紅を草平にが探しに来たときに、逢いたかったと実紅が告げたがまともに受け止められなかった反面、同居している2人の距離は徐々に縮まって行く。ある日それをみゆきが敏感に感じ取って苛立ちを押さえきれなくなり、何に苛立っているのかを察した草平はみゆきを抱き寄せ一途な態度を示した。距離が縮まったのは同居人と言う親近感であり、実紅の気持ちが届きだしたのではなかったのだった。しかし恋人と友人という関係で周りの友達らと共有する時間を過ごすうちに、徐々にその図式に亀裂が入り始める。実紅・草平・みゆき・隼人の4人はベクトルの向きを強制的に変えて成り立っていたカップル同士で、実際奇妙な四角形の一方通行同士なのだった。でもその四角形も本当の本当ではなかった。草平もようやく実紅が気になっている自分に気づき始める。そんなそれぞれの本当が見え始めたとき、草平の携帯に母から連絡が入る…。

### キャスト

#### 主要人物
楢橋草平
演 - 知念侑李（Hey! Say! JUMP）
池之内家の下宿人。
池之内実紅
演 - 森川葵
双葉南高校1年生。
小澤みゆき
演 - 小島藤子
草平の彼女。
片桐隼人
演 - ルイス・ジェシー（ジャニーズJr.）
草平の友達。

#### 池之内家の下宿人
滝川直治
演 - 橋本良亮（A.B.C-Z）

谷山清佳
演 - 河北麻友子

#### 実紅のクラスメイト
君嶋新太
演 - 安井謙太郎（ジャニーズJr.）

海野健
演 - 田中樹（ジャニーズJr.）

上原亜美
演 - 前島亜美（SUPER☆GiRLS）

蓮見芙美子
演 - 藤井萩花（Flower）

#### その他
片桐航
演 - 神宮寺勇太（ジャニーズJr.）
隼人の弟。
早瀬遙
演 - 吉川友
サッカー部マネージャー。
奥貫誠二
演 - 山田親太朗
サッカー部監督。
池之内剛
演 - 堀部圭亮
実紅の父親。下宿のオーナー。
池之内紘子
演 - 田中律子
実紅の母親。

### スタッフ
- 原作 - 南波あつこ『スプラウト』（講談社コミックス『別冊フレンド』所載）
- 脚本 - 松田裕子
- 音楽 - 牧戸太郎
- 音楽協力 - GROUPLOVE（Warner Music Japan）
- 主題歌 - Hey! Say! 7「花 えがお」（ジェイ・ストーム）[11]
- 演出 - 河合勇人、橋本光二郎
- 演出・タイトルバック - 守屋健太郎
- 助監督 - 後藤孝太郎
- タイトルデザイン - 佐貫良子
- 音響効果 - 茂野敦史
- サッカー指導 - 下山悠（東京ヴェルディサッカースクールアシスタントコーチ）
- チーフプロデューサー - 森實陽三
- プロデューサー - 植野浩之、柳内久仁子
- AP - 佐藤めぐみ、内田佳那、渡邊美郁
- 製作プロデューサー - 阿久根裕行
- 製作委員会 - 小野利恵子、小林将高 / 大島満、茶ﾉ前香、月成大地
- 協力 - ジャニーズ事務所
- 制作プロダクション - AX-ON、テレビマンユニオン
- 制作協力 - イメージフィールド
- 企画制作 - 日本テレビ
- 製作著作 - 「スプラウト」製作委員会（D.N.ドリームパートナーズ、VAP）

### サブタイトル
| 各話                                                      | 放送日  | サブタイトル     | 演出       |
| --------------------------------------------------------- | ------- | ---------------- | ---------- |
| #1                                                        | 7月8日  | 運命の人         | 守屋健太郎 |
| #2                                                        | 7月15日 | 嫉妬             | 守屋健太郎 |
| #3                                                        | 7月22日 | 初めての好き     | 河合勇人   |
| #4                                                        | 7月29日 | 好きの上書き     | 河合勇人   |
| #5                                                        | 8月5日  | 彼女より近い距離 | 河合勇人   |
| #6                                                        | 8月12日 | あたしの好き     | 橋本光二郎 |
| #7                                                        | 8月19日 | あたしの居場所   | 橋本光二郎 |
| #8                                                        | 9月2日  | ---              | 橋本光二郎 |
| #9                                                        | 9月9日  | ---              | 河合勇人   |
| #10                                                       | 9月16日 | ---              | 河合勇人   |
| #11                                                       | 9月23日 | ---              | 守屋健太郎 |
| 最終話                                                    | 9月30日 | つなぐ手と手     | 守屋健太郎 |
| 平均視聴率 2.6%（視聴率は関東地区・ビデオリサーチ社調べ） |         |                  |            |

- 初回は前日放送の土曜ドラマ『ゴーストママ捜査線〜僕とママの不思議な100日〜』の初回15分拡大（21時 - 22時9分）[14]に伴う特別編成の関係で15分繰り下げられ、1時5分 - 1時35分に放送された。
- 第4話・最終回は前日放送の『嵐にしやがれ』の30分拡大放送（22時 - 23時24分）[15][16]に伴う特別編成の関係で30分繰り下げられ、それぞれ1時20分 - 1時50分に放送された。
- 8月25日は『24時間テレビ35』放送のため休止。

### ネット局
| 放送対象地域 | 放送局            | 放送期間                 | 放送時間                     | 系列           | 備考     |
| ------------ | ----------------- | ------------------------ | ---------------------------- | -------------- | -------- |
| 関東広域圏   | 日本テレビ（NTV） | 2012年7月8日 - 9月30日   | 日曜 0:50 - 1:20（土曜深夜） | 日本テレビ系列 | 制作局   |
| 福岡県       | 福岡放送（FBS）   | 2012年7月12日 - 10月4日  | 木曜 2:09 - 2:39（水曜深夜） | 日本テレビ系列 | 4日遅れ  |
| 近畿広域圏   | 読売テレビ（ytv） | 2012年8月16日 - 11月1日  | 木曜 2:32 - 3:07（水曜深夜） | 日本テレビ系列 | 32日遅れ |
| 山梨県       | 山梨放送（YBS）   | 2012年8月20日 - 11月12日 | 月曜 16:23 - 16:53           | 日本テレビ系列 | 44日遅れ |

| 日本テレビ 日曜未明の深夜ドラマ             | 日本テレビ 日曜未明の深夜ドラマ       | 日本テレビ 日曜未明の深夜ドラマ                 |
| 前番組                                      | 番組名                                | 次番組                                          |
| ------------------------------------------- | ------------------------------------- | ----------------------------------------------- |
| 私立バカレア高校 （2012年4月15日 - 7月1日） | スプラウト （2012年7月8日 - 9月30日） | Piece ※0:55 - 1:25 （2012年10月7日 - 12月30日） |

### 関連商品
- DVD・Blu-rayBOX（2012年11月21日発売、vap）